# Michael Delura
Michael Delura (* 1. Juli 1985 in Gelsenkirchen) ist ein ehemaliger deutscher Fußballspieler polnischer Herkunft. Er konnte sowohl im offensiven Mittelfeld als auch im Sturm eingesetzt werden.

## Karriere

### Im Verein
Delura begann seine Karriere bei DJK Falke Gelsenkirchen (1991–1993), VfB Gelsenkirchen (1993–1994) und SG Wattenscheid 09 (1994–1999). 1999 kam er zum FC Schalke 04; hier wurde er 2005 deutscher Vizemeister und erreichte das Pokalfinale. Nach Ablauf der Saison 2004/05 wurde er an Hannover 96 ausgeliehen. Zur Saison 2006/07 lieh man ihn an Borussia Mönchengladbach aus. Seit Juli 2007 spielte Delura für den griechischen Verein Panionios Athen, der bis November 2008 von Ewald Lienen trainiert wurde.
Zur Saison 2009/10 wechselte Delura zu Arminia Bielefeld, wo er einen Vertrag bis zum 30. Juni 2011 erhielt. Im September 2010 musste sich Delura einer Knieoperation unterziehen; er konnte danach monatelang nicht Fußball spielen.
Nach dem Abstieg der Arminia aus der zweiten Bundesliga nach der Saison 2010/11 erhielt er keinen neuen Vertrag und war danach vereinslos. Im Januar 2012 nahm ihn der VfL Bochum unter Vertrag. Jedoch erlitt er bereits im Februar 2012 im Zweitligaspiel bei der SpVgg Greuther Fürth einen Kreuzbandriss und fiel bis Ende der Saison aus. Sein Vertrag beim VfL Bochum lief im Sommer 2013 aus. Daraufhin beschloss er seine aktive Karriere aufgrund langwieriger Verletzungen zu beenden.
Michael Delura lebt seit 2012 in Mönchengladbach und betreibt dort mit seiner Frau, Stephanie Delura, ein Fitnessstudio.

### Nationalmannschaft
Delura kam für den DFB in verschiedenen Jugendnationalmannschaften zum Einsatz. Er nahm an der U-19-Fußball-Europameisterschaft 2004 und der Junioren-Fußballweltmeisterschaft 2005 teil.

## Trainerlaufbahn
Zwischen Januar und Juni 2020 war Delura Teil des Trainerteams um Chefcoach Benedetto Muzzicato beim Nordost-Regionalligisten FC Viktoria 1889 Berlin.
Im Juli 2022 begann Delura sein Amt als Co-Trainer der U17 von Rot-Weiss Essen, ab März 2023 übernahm er das Traineramt des U17-Teams.